# 岩谷高峰
岩谷 高峰（いわや なおみね、1960年12月10日 - ）は、1978年インターハイSL優勝(秋田花輪)、1982年国民体育大会成年部優勝、全日本アルペン選手権大回転優勝、1983年全日本アルペン選手権大回転優勝、全日本アルペン選手権大回転優勝・回転優勝、 1984年全日本アルペン選手権回転優勝、1984年サラエボオリンピックに出場、1985年ワールドカップ10位、ヨーロッパカップ優勝した日本の元アルペンスキーヤー である。1988年現役引退。1988～1993年ナショナルジュニアコーチ、2012年男子ヘッド、2013年男女ヘッドコーチ、2014年アルペン部長・ソチオリンピックアルペン監督。　1978年青森県東奥義塾卒業、三井物産スポーツ㈱ 現グループ・ロシニョール株式会社入社、1988年現役引退、1989年退社、指導者として様々なスキーヤーを指導。1997年(有)岩谷スキーコンサルト設立、1998～2017年 岐阜県チャオ御岳スノースクール経営、2018年～ 長野県菅平高原 ヒーローズスノースクール開校、現在に至る。 